# West Union (Minnesota)
West Union is een plaats (city) in de Amerikaanse staat Minnesota, en valt bestuurlijk gezien onder Todd County.

## Demografie
Bij de volkstelling in 2000 werd het aantal inwoners vastgesteld op 87.
In 2006 is het aantal inwoners door het United States Census Bureau geschat op eveneens 87.

## Geografie
Volgens het United States Census Bureau beslaat de plaats een oppervlakte van
0,9 km², geheel bestaande uit land. West Union ligt op ongeveer 408 m boven zeeniveau.

## Plaatsen in de nabije omgeving
De onderstaande figuur toont nabijgelegen plaatsen in een straal van 20 km rond West Union.